# La Fabrication du consentement
 (septembre 2017).
La Fabrication du consentement : De la propagande médiatique en démocratie (Manufacturing Consent: The Political Economy of the Mass Media) est un essai coécrit par Edward S. Herman et Noam Chomsky sur l'industrie médiatique aux États-Unis. En français, le livre s'intitule Fabriquer un Consentement : la Gestion Politique des Médias de Masse dans sa deuxième traduction, et La Fabrique de l'Opinion publique : La Politique économique des médias américains dans la traduction de Guy Ducornet.
Les deux auteurs proposent un « modèle de propagande » pour comprendre la mesure dans laquelle « les médias constituent un système qui sert à communiquer des messages et des symboles à la population », et sont les instruments d'une vaste communication idéologique visant notamment à promouvoir le libéralisme économique et à légitimer la politique étrangère des États-Unis. En outre, « le modèle permet de reconstituer par quels processus le pouvoir et l'argent sélectionnent les informations ». Il met aussi en lumière la tendance des médias de masse à ne pas considérer, dans le traitement qu'ils font de l'information, que les victimes d'exactions sont toutes également dignes d'intérêt. L'essai contient une suite d'études de cas portant notamment sur la couverture médiatique de la guerre du Viêt Nam puis des premières élections démocratiques en Amérique latine dans les années 1980.
Dans La Fabrication du consentement, Noam Chomsky et Edward Herman avancent l'idée que les médias diffusent avant tout une propagande au bénéfice d'un groupe de dominants. Loin de constituer un « quatrième pouvoir » en démocratie, la principale fonction des médias est, selon eux, de traiter et de manipuler l'information afin de servir les intérêts des élites politiques et économiques. En outre, ces mêmes élites possèdent et contrôlent les médias, soit directement à travers les financements (possession du capital des entreprises de presse, mais aussi subventions d'État), soit indirectement à travers les sources d'information reconnues par eux-mêmes comme seules officielles et crédibles, constituant ainsi ce qu'on appelle le Parti médiatique. Selon Chomsky et Herman, ce modèle de propagande s'exerce à travers cinq filtres :
1. la dimension économique du média ;
2. le poids de la publicité ;
3. le poids des sources officielles ;
4. les pressions de diverses organisations ou individus sur les lignes éditoriales ;
5. le filtre idéologique de la société (par exemple l'anticommunisme, la guerre contre le terrorisme, etc.)[3].

## Filiation
Herman et Chomsky dédient leur essai à Alex Carey, chercheur en psychologie sociale dont les travaux ont inspiré leurs propres recherches sur le modèle de propagande. Le titre est un emprunt direct à l'expression « fabrication du consentement », utilisée pour la première fois par Walter Lippmann en 1922 dans Opinion publique.

## Médias de masse
Les médias de masse jouent un rôle primordial dans la fabrication du consentement. Ces derniers sont les véhicules des messages endoctrinants conçus par les élites politiques et marchandes afin de persuader la population, et ce, de diverses façons. La logique derrière ce phénomène souligne que ce sont les compagnies d’informations qui ont le pouvoir quasi-absolu sur le contenu du message véhiculé : « C’est ainsi que la concentration des médias en un nombre toujours décroissant de très grosses firmes s’est accéléré sans opposition réelle de la part des « administrations » […] ou des autorités de contrôle ». 
Les principales firmes ayant le monopole sur l'information sont Disney, CBS et NBC. Ces grandes firmes diffusent des messages qui pour leur part ont le but d’endoctriner une grande partie de la population afin qu’elle n’ait qu’une opinion ou un point de vue à donner, et que ceci converge avec l’idéologie dominante circonscrite et délimitée par les détenteurs du pouvoir. Même dans les régimes de droit, la population doit être ramenée à l’ordre. 

## Modèle de propagande

### Cinq filtres pour comprendre les biais éditoriaux
Le modèle de propagande présente cinq « filtres » mis en place par les médias de masse eux-mêmes et à travers lesquels ils déforment l'information qu'ils communiquent à la population, de manière à fabriquer son consentement.
1. Taille, actionnariat, et recherche du profit : les médias de masse qui dominent le marché de l'information sont de grandes entreprises à but lucratif, qui servent par conséquent les intérêts de leurs propriétaires, eux-mêmes grandes entreprises ou fonds d'investissement. La taille d'un média résulte de sa capacité à attirer des investissements, et détermine en retour sa capacité à se doter des technologies nécessaires à l'obtention d'une audience effectivement massive. Sont pénalisés les médias dont les lignes éditoriales ne coïncident pas avec l'idéologie dominante parmi les potentiels actionnaires.
2. La régulation par la publicité : puisque la majorité des revenus des médias provient de la publicité, et non pas des ventes ou abonnements, ils ne sont pas économiquement viables sans le soutien des annonceurs, et les annonceurs agissent par conséquent, et de fait, comme une autorité de régulation permettant à tel ou tel média d'opérer ou non. Ainsi les médias se doivent-ils de tenir compte des vues économiques et politiques des annonceurs qui les financent. Sont pénalisés les médias dont les audiences ne sont pas rentables du point de vue des annonceurs.
3. Les sources d'information : les grandes entreprises et agences gouvernementales subventionnent les principaux médias et réduisent pour eux le coût d'accès à l'information en produisant eux-mêmes et de manière routinière de l'information, au travers de déclarations, communiqué de presse, et conférences de presse notamment. Ces entreprises et agences mettent à disposition des médias des experts qu'elles rémunèrent (consulting, financement de leurs recherches, de leurs conférences, de leurs think tanks), système renforcé par la « cooptation des experts »[5]. Ainsi les médias ont-ils facilement accès à une information régulière qui satisfait le rythme de leurs productions éditoriales ; et les pourvoyeurs de cette information gagnent eux accès aux contenus éditoriaux ainsi produits et massivement diffusés. Sont pénalisées les sources d'information qui ne sont pas considérées comme habituelles ou propres à suivre le rythme de travail des médias de masse.
4. Contre-feux et autres moyens de pression : les « contre-feux » sont des réactions négatives au contenu éditorial produit par un média, et qui peuvent prendre la forme de déclarations ou de poursuites judiciaires par exemple. Plus la personne ou l'institution qui organise le contre-feu est puissante, et plus le contre-feu peut être coûteux et dévastateur pour le média ciblé. La perspective seule de provoquer un contre-feu de la part de certaines personnes ou institutions suffit à causer un phénomène d'autocensure parmi les médias. Sont pénalisées les opinions qui seraient de nature à nuire aux intérêts de personnes ou institutions puissantes.
5. L'anticommunisme : ce filtre, introduit dans l'édition originale du livre, en 1988, consistait en la pression subie par les médias pour ne pas exprimer d'opinion qui puissent être, de près ou de loin, considérée comme favorables au communisme. La pression provenait tant des agences gouvernementales que des grandes entreprises et conduisait les médias, sinon à promouvoir, au moins à ne pas questionner le libéralisme économique et la politique étrangère des États-Unis dans le contexte de la Guerre froide, quitte à ne pas soulever les interventions militaires orchestrées par l'armée américaine contre des gouvernements adoptant une politique un peu trop socialiste (comme Juan Bosch en République Dominicaine[6]). Selon Chomsky, la Guerre contre le terrorisme a depuis remplacé l'anticommunisme comme principal mécanisme de contrôle social[7].

## Postérité
Quatre ans après sa publication, La Fabrication du consentement a été adaptée au cinéma sous la forme d'un film documentaire, Manufacturing consent: Noam Chomsky and the Media.